# Patabhar
Patabhar (en népalais : पाताभार) est un comité de développement villageois du Népal situé dans le district de Bardiya. Au recensement de 2011, il comptait 14 755 habitants.